# الیزابت لوتس
الیزابت لوتس (انگلیسی: Élisabeth Lutz؛ ۱۴ مهٔ ۱۹۱۴ – ۳۱ ژوئیهٔ ۲۰۰۸) یک ریاضی‌دان اهل فرانسه بود. وی در سال‌های ۱۹۳۴ تا ۱۹۳۸ شاگرد آندره وی در دانشگاه استراسبورگ بود. در سال ۱۹۳۵، لوتس کار خود را بر روی منحنی بیضوی شروع کرد.